# Episodi di Tutti amano Raymond (nona stagione)
La nona e ultima stagione della serie televisiva Tutti amano Raymond è stata trasmessa in prima visione negli Stati Uniti d'America da CBS dal 20 settembre 2004 al 16 maggio 2005.
| nº | Titolo originale | Titolo italiano               | Prima TV USA      | Prima TV Italia |
| -- | ---------------- | ----------------------------- | ----------------- | --------------- |
| 1  | The Home         | Il trasloco                   | 20 settembre 2004 | 12 agosto 2008  |
| 2  | Not So Fast      | A volte ritornano             | 27 settembre 2004 | 13 agosto 2008  |
| 3  | Angry Sex        | Arrabbiata in camera da letto | 4 ottobre 2004    | 14 agosto 2008  |
| 4  | P.T. & A         | Abiti provocanti              | 11 ottobre 2004   | 15 agosto 2008  |
| 5  | Ally's F         | Primi amori                   | 18 ottobre 2004   | 18 agosto 2008  |
| 6  | Boys' Therapy    | Terapia di famiglia           | 15 novembre 2004  | 19 agosto 2008  |
| 7  | Debra's Parents  | Un caldo Ringraziamento       | 22 novembre 2004  | 20 agosto 2008  |
| 8  | A Job for Robert | Un compito per Robert         | 29 novembre 2004  | 21 agosto 2008  |
| 9  | A Date for Peter | Una donna per Peter           | 3 gennaio 2005    | 22 agosto 2008  |
| 10 | Favors           | Reazione a catena             | 17 gennaio 2005   | 25 agosto 2008  |
| 11 | The Faux Pas     | Il custode                    | 7 febbraio 2005   | 26 agosto 2008  |
| 12 | Tasteless Frank  | Effetti collaterali           | 14 febbraio 2005  | 27 agosto 2008  |
| 13 | Sister-In-Law    | La cognata                    | 18 aprile 2005    | 28 agosto 2008  |
| 14 | The Power of No  | Il potere del no              | 2 maggio 2005     | 29 agosto 2008  |
| 15 | Pat's Secret     | Segreti di famiglia           | 9 maggio 2005     | 27 giugno 2009  |
| 16 | Finale           | 30 secondi di paura           | 16 maggio 2005    | 5 luglio 2009   |